# Потапово (Тверская область)
Потапово — деревня в Пеновском районе Тверской области.

## География
Находится в западной части Тверской области на расстоянии приблизительно 47 км на запад-северо-запад по прямой от районного центра поселка Пено.

## История
Деревня была показана на карте 1825 года. В 1859 году здесь (деревня Осташковского уезда) было учтено 4 двора, в 1939 — 13. До 2020 года входила в Рунское сельское поселение Пеновского района до их упразднения.

## Население
Численность населения: 27 человек (1859 год), 3 (эстонцы 67 %, русские 33 %) в 2002 году, 0 в 2010.